# Ícolo e Bengo
Ícolo e Bengo war ein Landkreis in Angola, im Zentrum der Provinz Luanda, östlich der Hauptstadt Luanda.

## Verwaltung
Ícolo e Bengo war ein Kreis (Município) in der Provinz Luanda. Bis 2011 gehörte er zur Provinz Bengo. Der Kreis umfasste 3819 Quadratkilometer und hatte rund 75.000 Einwohner (Zensus 2014).
Hauptstadt des Kreises war Catete.
Der Kreis wurde im Norden durch Dande begrenzt, im Osten durch Cambambe, im Süden durch Quiçama, und im Westen grenzte er an die Kreise Viana und Cacuaco.
Fünf Gemeinden (Comunas) bildeten den Kreis Ícolo e Bengo:
- Bom Jesus
- Cabiri (auch Cabire)
- Cassoneca
- Caculo Cahango
- Catete

## Wirtschaft
Die Gemeinde Ícolo e Bengo hatte große Industrieparks an den Randzonen von Luanda, mit Fabriken von Erfrischungsgetränken (Coca Cola), Bier, Mineralwasser, getrocknetem Rindfleisch, Tomatenmark und Keramik. Es sind Industrien, die sich langsam entwickeln und Angola auf Dauer unabhängig von Importen machen sollen.

## Söhne und Töchter des Kreises
Berühmtester Sohn ist Agostinho Neto (1922–1979), Nationalheld, Staatsgründer und erster Präsident von Angola.